# 大正義
『大正義』（だいせいぎ）は、ポルカドットスティングレイの1枚目のミニアルバム。2017年4月26日、半泣きビビレコーズより発売。

## 概要
- CDとデジタル配信の2形態が存在する。
- CDのみのボーナストラックとして、ライブ会場で手売り販売していたシングルの収録曲「夜明けのオレンジ」を再録し収録。
- 本作のレコーディング前にベース担当のウエムラユウキが腕を負傷したため、ゲストベーシストとしてヒロミ・ヒロヒロ（tricot）、イガラシ（ヒトリエ）が“友情参加”している。[1]
- 全曲ノンタイアップながら、Oriconの週間ランキングでは最高7位を記録した。

## 収録曲
- 全作詞／全作曲：雫、全編曲：ポルカドットスティングレイ
- Guest Musician：ヒロミ・ヒロヒロ（#1・3）、イガラシ（#2・6）

| #  | タイトル                                                    | 作詞 | 作曲・編曲 | 時間 |
| -- | ----------------------------------------------------------- | ---- | ---------- | ---- |
| 1. | 「エレクトリック・パブリック」                              |      |            | 3:36 |
| 2. | 「ミドリ」                                                  |      |            | 4:03 |
| 3. | 「シンクロニシカ」                                          |      |            | 4:38 |
| 4. | 「ベニクラゲ」                                              |      |            | 3:37 |
| 5. | 「本日未明」                                                |      |            | 4:18 |
| 6. | 「夜明けのオレンジ（大正義 Ver.）」(CD限定ボーナストラック) |      |            | 3:24 |